# Пежо тип 135
Пежо тип 135 (фр. Peugeot Type 135) је моторно возило произведено од 1911. до 1913. године од стране француског произвођача аутомобила Пежо у њиховој фабрици у Лилу. У том периоду је произведено 376 јединица.
У тип 135 уграђен је четвороцилиндричан, четворотактни мотор запремине 5027 cm³ и снаге 22 КС, који је постављен напред и карданом повезан са задњим точковима (задња вуча). Максиимална брзина је 85 км/ч.
Тип 135 је произведен у две варијанте 135 и 135А са међуосовинским растојањем од 333,1 цм, а размак точкова 145 цм. Врло луксузног динамичког дизајна, са великим фаровима и каросерије купе, лимузина са местом за четири до пет особа. Био је дизајниран као високо луксузан аутомобил. На његовог наследника Пежо тип 156 чекано је готово седам година.